# Bad Boys Blue
Bad Boys Blue là ban nhạc Đức hát nhạc pop và Disco, thành lập ở Köln, Đức, nổi tiếng từ thập niên 80 của thế kỉ 20 với một loạt các bài hát thành công, gây tiếng vang lớn trên thế giới như You're A Woman, I Wanna Hear Your Heartbeat (Sunday Girl), Pretty young girl, Come Back And Stay, Blue Moon, Lady in Black,...

## Lịch sử
Ban nhạc được ra đời năm 1984 tại thành phố Köln, Tây Đức. Dù thành lập và biểu diễn chủ yếu tại Đức nhưng đây là nhóm nhạc quốc tế: Các thành viên sáng lập là John McInerney (người Anh), Trevor Taylor (Ca sĩ chính, người Jamaica) và Andrew Thomas (người Mỹ)....
Trevor Taylor, ca sĩ chính ban đầu của Blue Bad Boys, qua đời vì một cơn đau tim tại nhà của ông ở Köln vào ngày 19 tháng 1 năm 2008 ở tuổi 50.
Vào tháng 5 năm 2008, Bad Boys Blue John McInerney, phát hành một album mới có tên gọi là Heart & Soul với 13 bài hát mới. Album này được hỗ trợ bởi việc phát hành hai single-maxi: "Still in Love" và "Queen of my Dreams".
Bad Boys Blue Andrew Thomas, trong tháng 6 năm 2008, trải qua những thay đổi đáng kể về thành viên. Việc này đã bắt đầu khi Herbert McCoy rời nhóm để tiếp tục thực hiện solo của mình, bằng cách sử dụng các phiên bản riêng của mình về một số bài hát cũ. Và lúc này, Kevin McCoy đã trở thành ca sĩ chính của bộ đôi còn lại, và một thành viên mới, Jeremy Cummins, đã được bổ sung vào đội hình của nhóm.
Ngày 19 Tháng Sáu 2009 Music / Sony Music đã phát hành một album remix đặc biệt có tiêu đề Rarities Remixed. Các album có bản hòa âm hiện đại của một số đĩa đơn với các bài hit một thời.
Ngày 21 Tháng Bảy, 2009 Andrew Thomas qua đời tại Köln ở tuổi 63. John McInerney bây giờ là thành viên duy nhất còn sống từ đội hình ban đầu của Bad Boys Blue.
Nhạc của Bad Boys Blue mang âm điệu Euro Disco, giai điệu sôi động, nhưng không kém phần ngọt ngào, tình tự. nhịp điệu nồng nàn, đầy cảm hứng và rất hấp dẫn.
Các hit của nhóm lưu hành rộng rãi tại các nước Đông Âu, Nga, Nam Phi, Châu Á...
Bài hát thành công nhất của nhóm là You're Woman. Bài này được giới chuyên môn đánh giá là tiêu biểu cho trào lưu Euro Dance và Euro Disco tại Tây Âu vào những năm 80 của thế kỉ 20.

## Album
- 1985: Hot Girls, Bad Boys [#50 Germany, #9 Switzerland, #30 Sweden, #12 Finland]
- 1986: Heart Beat
- 1987: Love Is No Crime[#13 Finland]
- 1988: My Blue World [#48 Germany, #20 Finland]
- 1989: The Fifth [#2 Finland]
- 1990: Game Of Love [#7 Finland]
- 1991: House Of Silence [#5 Finland]
- 1992: Totally [#83 Germany, #15 Finland]
- 1993: Kiss [#32 Finland]
- 1994: To Blue Horizons [#83 Germany, #25 Finland]
- 1994: Completely Remixed
- 1996: Bang Bang Bang
- 1998: Back [# 28 Germany, #2 Finland]
- 1999: ...Continued [#38 Germany, #21 Finland]
- 1999: Follow The Light [#80 Germany]
- 2000: Tonite
- 2003: Around The World [#43 Germany, #27 Finland]
- 2008: Heart & Soul [#24-Sales Chart Poland, #70-Album & Compilations Sales Chart Poland, #5-Euro-HiNRG Top 10 Albums Chart, #50 Hungary]
- 2009: Rarities Remixed
- 2010: 25 (The 25th Anniversary Album) (2 CD + DVD)
- 2015: 30 (2 CD)
- 2018: Heart & Soul (Recharged)
- 2020: Tears Turning To Ice

## Đĩa đơn
- 1984: L.O.V.E. In My Car
- 1985: You're A Woman [#8 Germany, #2 Switzerland, #1 Austria, #2 Sweden, #30 Netherlands, #1 Israel, #47 France]
- 1985: Pretty Young Girl [#29 Germany, #30 Switzerland, #14 Austria, #9 Sweden]
- 1985: Bad Boys Blue
- 1986: Kisses And Tears (My One And Only) [#22 Germany, #26 Switzerland, #15 Finland]
- 1986: Love Really Hurts Without You
- 1986: I Wanna Hear Your Heartbeat >Sunday Girl< [#14 Germany, #21 Switzerland, #15 Finland]
- 1987: Gimme Gimme Your Lovin' >Little Lady<
- 1987: Kiss You All Over, Baby
- 1987: Come Back And Stay [#18 Germany, #13 Finland]
- 1988: Don't Walk Away, Suzanne [#44 Germany]
- 1988: Lovers In the Sand [#42 Germany]
- 1988: Lovers In the Sand (Remix)
- 1988: A World Without You >Michelle< [#17 Germany]
- 1988: A World Without You >Michelle< (Remix)
- 1988: Hungry For Love [#26 Germany, #16 Finland]
- 1989: Hungry For Love (Hot-House Sex Mix)
- 1989: Lady In Black [#16 Germany, #6 Finland]
- 1989: A Train To Nowhere [#27 Germany, #11 Finland]
- 1990: The Official Bootleg Megamix vol. 1
- 1990: How I Need You  [#33 Germany, #15 Finland]
- 1990: Queen Of Hearts [#28 Germany, #3 Finland]
- 1991: Jungle In My Heart [#41 Germany]
- 1991: House Of Silence [#5 Finland]
- 1992: I Totally Miss You [#2 Finland]
- 1992: Save Your Love [#81 US Billboard Hot 100, #12 Finland, #16 Germany, #89 US]
- 1993: A Love Like This
- 1993: Kiss You All Over, Baby [#16 Finland]
- 1993: Go Go (Love Overload) [#7 Finland]
- 1994: Dance Remixes
- 1994: Luv 4 U [#19 Finland, #40 Hoa Kỳ Hot Dance Music Club Play]
- 1994: What Else ?
- 1995: Hold You In My Arms
- 1996: Anywhere
- 1998: You're A Woman '98 [#52 Germany, #4 Finland]
- 1998: The Turbo Megamix [#9 Finland]
- 1998: From Heaven To Heartache
- 1999: The Turbo Megamix vol. 2 [#73 Germany]
- 1999: The-Hit-Pack
- 1999: Hold You In My Arms
- 2000: I'll Be Good
- 2003: Lover On The Line [#72 Germany]
- 2003: Baby Come Home (promotional release)
- 2003: Babe (promotional release)
- 2008: Still In Love [#18 Ballermann Charts, #7 TOP 50 Soundhouse Charts, #5 Disco & Pop Soundhouse Charts, #1 European DJ Charts Top30, #45 Euro-HiNRG Top 50 Club Chart]
- 2009: Still In Love/Almighty Remixes (promotional release)
- 2009: Queen Of My Dreams (digital release) [#17 German dance charts]
- 2010: Come Back And Stay Re-Recorded 2010 (physical & digital release)
- 2015: You're A Woman 2015
- 2018: Queen Of My Dreams (Recharged)
- 2020: With Our Love (with Tom Hooker and Scarlett)
- 2020: Killers
- 2021: Tears Turning To Ice (Remix)

## Tổng hợp
- 1988: Bad Boys Best
- 1989: Super 20
- 1992: More Bad Boys Best
- 1993: Bad Boys Blue (US)
- 1993: Dancing With The Bad Boys
- 1994: You're A Woman
- 1998: With Love From Bad Boys Blue... - The Best Of The Ballads
- 1999: Pretty Young Girl
- 2001: Bad Boys Best 2001
- 2003: In The Mix
- 2003: Gwiazdy XX Wieku - Największe Przeboje (Ba Lan)
- 2005: Hit Collection vol.1 - You're A Woman
- 2005: Hit Collection vol.2 - The Best Of
- 2005: Greatest Hits Remixed
- 2005: Hungry For Love
- 2005: Greatest Hits (2 CD)
- 2005: Dancing With The Bad Boys (Re-edition)
- 2006: Hit Collection (3CD BOX)
- 2007: Bad Boys Best
- 2008: The Single Hits (Greatest Hits)
- 2009: Unforgettable